# ハッサン・ヌダム・ヌジカム
ハッサン・ヌダム・ヌジカム（Hassan N'Dam N'Jikam、1984年2月18日 - ）は、カメルーン出身のフランスのプロボクサー。ヤウンデ出身。元WBO・WBAレギュラー世界ミドル級王者。日本のメディアでは2017年5月20日の村田諒太戦決定後の主催者発表に従いアッサン・エンダムと表記されている。

## 来歴

### アマチュア時代
2003年にアフリカ競技大会で銀メダルを、アフリカアマチュアボクシング選手権で金メダルをいずれもミドル級で獲得した。2004年にアテネオリンピックに出場し、2回戦でアンディ・リーに勝利するも、準々決勝で敗退した。その後フランスに国籍を変更、プロに転向した。

### プロ時代
2004年12月4日、フランスでプロデビュー。3回TKO勝ち。
2010年6月12日、モロッコ・マラケシュのジャマ・エル・フナ広場でオマー・ガブリエル・ウェイス（アルゼンチン）とWBAインターナショナルミドル級王座決定戦を行い、8回KO勝ちを収め、王座を獲得した。
2010年10月30日、パリのパレ・デ・スポール・ポルト・ド・ヴェルサイユでアフタンディル・クルツィゼ（グルジア）とWBA世界ミドル級暫定王座決定戦を行い、12回3-0（117-111、2者が115-114）の判定勝ちを収め王座を獲得した。
2011年4月2日、ル・カネでジョバンニ・ロレンソ（ドミニカ共和国）と対戦し、5回にヌジカムがプロ初ダウンを奪われたが終始リードを保ち12回3-0（116-110、119-110、119-109）の判定勝ちを収め初防衛に成功した。
2012年2月2日、WBA世界ミドル級レギュラー王者ゲンナジー・ゴロフキンとの団体内王座統一戦の入札が予定されていたが、この数日前にヌジカムは暫定王座を返上した。
2012年5月4日、ルヴァロワ＝ペレのパレ・デ・スポール・マルセル・セルダンでマックス・ブーサックとWBO世界ミドル級暫定王座決定戦を行い、12回3-0（118-111、2者が118-110）の判定勝ちを収め、WBAに続く暫定王座獲得に成功した。
2012年8月、トレーニング中に負傷したWBO世界ミドル級正規王者ディミトリー・ピログが復帰の目処が立たず、防衛戦が行えないため王座を剥奪され、空位となった正規王者にヌジカムが認定された。
2012年10月20日、バークレイズ・センターのダニー・ガルシア対エリック・モラレスの前座でピーター・クイリン（アメリカ合衆国）と指名試合を行い、12回0-3（3者とも107-115）の判定負けを喫し初防衛に失敗、王座から陥落した。
2014年10月1日、カリフォルニア州サンタモニカのバーカー・ハンガーでIBF世界ミドル級6位のカーティス・スティーブンスとIBF世界ミドル級挑戦者決定戦を行い、8回にダウンを奪うなど試合を優勢に進め、12回3-0（119-108、2者が116-111）の判定勝ちを収めサム・ソリマンへの挑戦権を獲得した。
2015年6月20日、モントリオールのベル・センターでIBF世界ミドル級1位としてIBF世界ミドル級4位のデイビッド・レミュー（カナダ）とIBF世界ミドル級王座決定戦を行い、12回0-3（2者が109-115、110-114）の判定負けを喫し王座獲得に失敗した。
2015年11月21日、パリのパレ・デ・スポール・ポルト・ド・ヴェルサイユで元IBF世界ミドル級王者のサム・ソリマンとIBF世界ミドル級2位決定戦を行う予定だったが、アフタンディル・クルツィゼとの対戦に変更となりIBF世界ミドル級2位決定戦を行う予定だったものの、同月13日に起きたパリ同時多発テロ事件により試合は中止となった。

### リオデジャネイロオリンピック
2016年7月、プロボクサーの出場が解禁されたリオデジャネイロオリンピックの出場権を獲得するため、APB & WSB最終予選にライトヘビー級(81kg)で出場し、決勝で敗退したがオリンピックへの出場権は獲得した。同年8月、オリンピック本戦に出場したが1回戦で敗退した。
2016年12月17日、サン＝ドニでWBA世界ミドル級暫定王者のアルフォンソ・ブランコと対戦し、ミドル級世界戦最短KO記録となる、初回22秒KO勝ちを収め暫定ながら4年ぶりの王座返り咲きとなった。
2017年3月27日、ファイトニュース・ドットコムは同月18日にWBA世界ミドル級レギュラー王者ダニエル・ジェイコブスが同スーパー王者ゲンナジー・ゴロフキンとの団体内王座統一戦に敗れWBA世界ミドル級レギュラー王座が空位となったことに伴い、WBA世界ミドル級暫定王者でWBA世界ミドル級1位のヌジカムとWBA世界ミドル級2位の村田諒太との間でWBA世界ミドル級レギュラー王座決定戦を行うと報道した。
2017年5月20日、有明コロシアムでWBA世界ミドル級2位の村田諒太とWBA世界ミドル級レギュラー王座決定戦を行い、12回2-1（116-111、115-112、110-117）の判定勝ちを収め王座獲得に成功した。試合後、WBA会長はヌジカムと村田を再戦させる意向を示すと共に「私のスコアは117-110で村田の勝利。まずは村田諒太、帝拳プロモーション、そしてすべての日本のファンに謝らなければならない。このひどい判定によるダメージを修復する言葉はない」と自身のソーシャルメディアにコメントを載せ、この試合の判定に言及した異例の声明を発表した。5月24日、JBCは採点の内容に関してWBA会長に文書で抗議したと発表した。試合の採点結果を再検証し、2週間以内の回答を求めたとのこと。
2017年5月25日、WBAはヌジカム支持の採点をしたグスタボ・バティージャとヒューバート・アールを6ヵ月間の資格停止処分とし、上述のヌジカムと村田の間で行われたWBA世界ミドル級レギュラー王座決定戦の採点に問題があったとしてヌジカムと村田に対し再戦するよう指令を出した。
2017年10月22日、両国国技館でWBA世界ミドル級第1位の村田諒太と再戦し、7回終了時にヌジカムが棄権した為TKO負けとなり、2度目の防衛に失敗、王座から陥落した。
2018年12月22日、約1年2ヶ月ぶりの復帰戦でWBCミドル級シルバー王者のマーティン・マレーと対戦し、12回判定勝ちを収め王座を獲得した。
2019年6月1日、ニューヨークのマディソン・スクエア・ガーデンでWBA世界スーパーミドル級スーパー王者のカラム・スミスと対戦し、3回2分56秒TKO負けを喫し王座獲得に失敗した。
2019年12月13日、ロシアのウラジカフカスでWBA世界スーパーミドル級ゴールド王者のヒョードル・チュディノフと対戦し、12回判定負けを喫した。
2020年6月に新興の総合格闘技プロモーション「ARES FC」と契約して総合格闘技に転向すると発表したが、総合格闘技の試合には出場せずにボクシングに復帰し、2021年7月に地元フランスで行われたノンタイトル戦で判定勝利した。
2021年11月20日、ラスベガスのミケロブ・ウルトラ・アリーナでWBO世界ミドル級2位のジャニベク・アリムハヌリと対戦したが、8回TKO負けを喫した。

## 獲得タイトル
- WBAインターナショナルミドル級王座
- WBA世界ミドル級暫定王座（防衛1=返上）
- WBO世界ミドル級暫定王座（防衛0=正規王座に認定）
- WBO世界ミドル級王座（防衛0）
- WBA世界ミドル級暫定王座（防衛1=レギュラー王座に認定）
- WBA世界ミドル級レギュラー王座（防衛0）